# Аннасахедов, Аннасахет Уссаевич
Аннасахет Уссаевич Аннасахедов (туркм. Annasähet Ussayewiç Annasähedow; род. 21 июня 1992, Рухабатский этрап) — туркменский футболист, защитник. Игрок сборной Туркменистана.

## Биография
Начинал профессиональную карьеру в столичном МТТУ, с которым в 2013 году стал чемпионом Туркменистана, а в 2014 году — победителем Кубка президента АФК. В 2015 году перешёл в «Ахал», где провёл два года. Сезон 2017 года начал в составе «Алтын Асыра», но осенью выступал за «Шагадам». С 2018 года снова играет за «Алтын Асыр», в его составе становился чемпионом Туркменистана 2018 и 2019 годов. Финалист Кубка АФК 2018 года (в финальном матче остался в запасе).
Выступал за молодёжную сборную Туркменистана, участник Кубка Содружества 2013 года. В национальную сборную Туркменистана впервые вызывался в 2013 году на матчи Кубка вызова АФК, но остался тогда запасным. Дебютировал в сборной 27 марта 2018 года в матче отборочного турнира Кубка Азии против Бахрейна (0:4), по состоянию на октябрь 2020 года эта игра остаётся для него единственной.